# Ito Melodia
Acraílton Forde mais conhecido como Ito Melodia (Rio de Janeiro, 25 de Julho de 1969) é um intérprete de samba-enredo brasileiro da cidade do Rio de Janeiro, é filho de Aroldo Melodia. É vencedor de cinco Estandartes de Ouro de melhor intérprete, considerado o "Óscar do carnaval carioca", entre outros prêmios como o Tamborim de Ouro e Estrela do Carnaval.

## Carreira
Começou a frequentar desde criança a quadra e as rodas de samba na União da Ilha, acompanhando o pai. No final da década de 1980, integrou o grupo de pagode Brasil Brasileiro, onde ficou por 12 anos. Em 1992, Ito começou a ser preparado para substituir Aroldo. Foi apoio no carro de som da escola e gravou o clipe do samba  de 1992 nas chamadas de  TV do Carnaval Globeleza. Em 1996, foi alçado à condição de intérprete principal da União da Ilha, dividindo o cargo com Aroldo para cantar o samba enredo A Viagem da Pintada Encantada. No ano seguinte, já com Aroldo aposentado, Ito foi o protagonista, conduzindo a escola com o samba Cidade Maravilhosa – o Sonho de Pereira Passos.
Logo após o carnaval de 1997, a direção da União da Ilha contratou Rixxah para cantar o samba da escola e Ito Melodia foi dispensado. O jovem aceitou o convite para cantar na Porto da Pedra, no carnaval de 1999, no Grupo de Acesso. A escola de São Gonçalo conquistou o vice-campeonato na categoria e ascendeu ao Grupo Especial. Ito permaneceu três anos no tigre vermelho e branco. Um convite irrecusável o fez voltar à sua “escola de coração” União da Ilha em 2002, ano em que a escola insulana retornava ao Grupo de Acesso. Ainda no mesmo ano, foi um dos compositores do samba da Unidos da Ponte, agraciado com o Estandarte de Ouro de melhor samba do Grupo de Acesso. Em 2010, ele ganhou o Estandarte de Ouro de melhor intérprete e de melhor samba do grupo de Acesso, este defendido pela Império da Tijuca. Em 2011, Ito ganhou o prêmio Tamborim de Ouro.
Ainda em 2011, além de cantar na Ilha, esteve na escola Unidos de Barreiros. também esteve no Rio Grande do Sul, no carnaval fora de época em Uruguaiana, onde foi o interprete da Cova da Onça.
Nas eleições de 2018, Ito candidatou-se à deputado federal pelo PTC. Recebeu 3.405 votos, não sendo eleito. No carnaval de 2022, Ito foi homenageando pelo Boi da Ilha do Governador. A escola desfilou com o enredo "Ito… Nas asas do amor, faz da vida melodia", na Intendente Magalhães.
Após o carnaval de 2022, Ito anunciou sua saída União da Ilha, após vinte anos como intérprete da escola. No carnaval de 2023, Ito esteve a frente do carro de som do Império Serrano. Entre 2024 e 2025, Ito comandou o carro de som da Unidos da Tijuca na Sapucaí e do Tubarão de Mesquita na Intendente Magalhães. Em 2025 Ito recebeu seu quinto Estandarte de Ouro de melhor intérprete. Após o carnaval, a Tijuca surpreendeu ao demitir Ito Melodia. Em nota, o intérprete se disse "surpreso e desrespeitado" ao saber de sua demissão por meio das redes sociais da escola.

## Títulos e estatísticas
|                  | Campeão             | Vice                | Terceiro       |
| ---------------- | ------------------- | ------------------- | -------------- |
| Primeira Divisão | 2011 2012 2013 2020 | 2010 2016 2017 2018 | 2014 2019      |
| Segunda Divisão  | 2001 2009           | 1999 2002           | 2002 2006 2022 |
| Terceira Divisão | 2008                | 2023                | —              |

## Premiações
- Estandarte de Ouro

1. 2002 - Melhor samba-enredo (Unidos da Ponte - "De Minas Para o Brasil, Tancredo Neves o Mártir da Nova República")
2. 2010 - Melhor intérprete (União da Ilha) [13]
3. 2010 - Melhor samba-enredo (Império da Tijuca - "Suprema Jinga - Senhora do Trono Brazngola") [14]
4. 2011 - Melhor intérprete (União da Ilha) [15]
5. 2016 - Melhor intérprete (União da Ilha) [16]
6. 2017 - Melhor intérprete (União da Ilha) [1]
7. 2025 - Melhor intérprete (Unidos da Tijuca) [10]

- Estrela do Carnaval

1. 2010 - Melhor samba-enredo (Império da Tijuca - "Suprema Jinga - Senhora do trono Brazngola") [17]
2. 2013 - Melhor intérprete (União da Ilha) [18]

- Gato de Prata

1. 2014 - Melhor intérprete (União da Ilha) [19]
2. 2025 - Melhor intérprete (Unidos da Tijuca) [20]

- Plumas & Paetês Cultural

1. 2022 - Melhor intérprete (União da Ilha) [21]

- Prêmio 100% Carnaval

1. 2022 - Melhor intérprete (União da Ilha) [22]

- Prêmio SRzd

1. 2022 - Melhor intérprete (União da Ilha) [23]

- Prêmio Veja Rio

1. 2013 - Melhor intérprete (União da Ilha) [24][25]

- S@mba-Net

1. 2010 - Melhor samba-enredo (Império da Tijuca - "Suprema Jinga - Senhora do trono Brazngola") [26][27]
2. 2014 - Melhor intérprete (União da Ilha) [28]

- Troféu Explosão in Samba

1. 2024 - Melhor intérprete (Tubarão de Mesquita) [29]

- Troféu Jorge Lafond

1. 2010 - Personalidade [30]
2. 2010 - Melhor samba-enredo (Império da Tijuca - "Suprema Jinga - Senhora do trono Brazngola") [30]

- Troféu Sambario

1. 2010 - Melhor intérprete (União da Ilha) [31]
2. 2018 - Melhor intérprete (União da Ilha) [32]
3. 2022 - Melhor intérprete (União da Ilha) [33]

- Tamborim de Ouro

1. 2011 - Melhor intérprete (União da Ilha) [4]
2. 2015 - Melhor intérprete (União da Ilha) [34]

## Discografia
- O samba em minha vida (2010)